# Харанхой (станция)
Харанхо́й — станция Восточно-Сибирской железной дороги на южной линии Улан-Удэ — Наушки.
Расположена в посёлке Хоронхой Кяхтинского района Бурятии.

## История
Введена в эксплуатацию в 1940 году.
В 2010—2011 годах на станции Харанхой ООО «Угольный разрез», разрабатывающий Окино-Ключевское месторождение, построил погрузочный участок, осуществляющий поставки угля на Гусиноозёрскую ГРЭС.
Пригородное движение поездов по маршруту Загустай — Наушки (реформированный Улан-Удэ — Наушки) по южной ветке ВСЖД отменено в 2014 году.

## Дальнее следование по станции
| № поезда | Маршрут движения | № поезда | Маршрут движения |
| -------- | ---------------- | -------- | ---------------- |
| 361      | Наушки — Иркутск | 362      | Иркутск — Наушки |